# Kesratgi, Gulbarga
Kesratgi là một làng thuộc tehsil Gulbarga, huyện Gulbarga, bang Karnataka, Ấn Độ.